# Carlos Muñoz Rojas
Carlos Andrés Muñoz Rojas (Quilpue ComunaRegión de Valparaíso, Chile, 21 de abril de 1989) es un futbolista chileno. Juega de delantero en Magallanes de la Primera B de Chile.
Su traspaso de Santiago Wanderers a Colo-Colo a mediados de 2011 por US$ 1,5 millón por la mitad de su pase, se convirtió en el segundo mayor precio del mercado entre clubes chilenos, al superar proporcionalmente al US$ 1,8 millón pagado por el club albo a Audax Italiano por la totalidad del pase de Humberto Suazo en 2006, siendo solo superado por el paso de Jean Beausejour desde el mismo "cacique" a la Universidad de Chile.

## Trayectoria
Hijo de un excoordinador de Santiago Wanderers, del mismo nombre y del cual es hincha, se formaría desde pequeño en la cantera caturra llegando a ser el goleador de la serie Sub-16 del fútbol chileno con 27 anotaciones, lo cual lo llevó a debutar en el Apertura 2006. Desde su debut jugó algunos pocos partidos, pero logró consagrarse al anotar su primer gol, saltando a la fama, a Everton de Viña del Mar en el Clásico Porteño dándole el triunfo a su equipo en los últimos minutos en un partido válido por el Clausura 2007. En ese mismo torneo tendría que vivir el descenso de su club a la Primera B y perder la final Sub-19 del torneo juvenil ante Colo-Colo.
Tras descender con el equipo porteño, fue uno de los pocos jugadores que se mantuvo y comenzó a luchar un puesto como titular. Tras pocas oportunidades, el 18 de junio de 2008 fue anunciado su préstamo a Unión Quilpué junto con otros jugadores de Santiago Wanderers, pero rechazó esto y decidió luchar por un lugar en el equipo, la cual no fue muy exitosa y no sería convocado a muchos partidos, pero si jugó en los partidos de divisiones inferiores. Finalmente, pese a que no quiso irse a préstamo en junio, en noviembre Jorge Aravena decidió enviarlo a préstamo y finalmente el 2009 recaló en Unión Quilpué. Durante febrero de ese año se le vio en el equipo de fútbol playa de Santiago Wanderers junto a otros excompañeros de equipo.

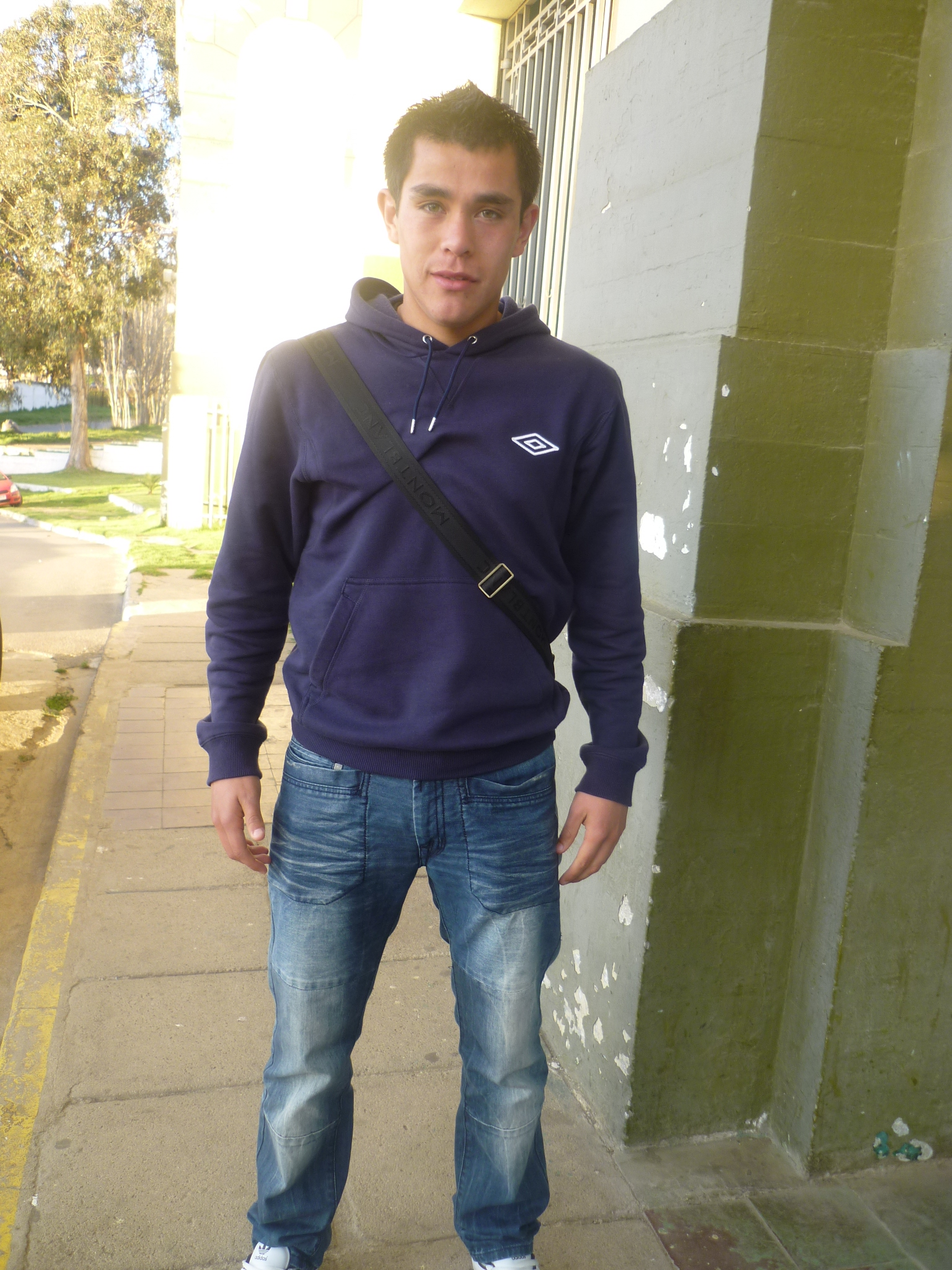
Carlos después de un entrenamiento en el Estadio Elías Figueroa Brander durante 2010.

A fines de agosto del 2009 regresó a Santiago Wanderers por problemas entre el club porteño y el equipo de la ciudad del sol entrenando desde ese entonces con los juveniles del equipo hasta que en noviembre de ese año se confirmó que sería parte de los planes de Humberto Zuccarelli para la siguiente temporada. El 2010 se convirtió en su año, transformándose en el goleador de su equipo con diecisiete goles por el campeonato oficial además ganando el premio al Mejor Delantero Derecho del campeonato siendo parte también del Equipo Ideal de la revista "El Gráfico" Chile. Por último a comienzos del 2011 recibió el primer Premio Elías Figueroa, el cual Santiago Wanderers entregaba al mejor jugador de la temporada pasada.
Posterior a su participación en la Copa América 2011, fue traspasado a Colo-Colo por 1,5 millones dólares por el 50% de su pase. En el Torneo Clausura 2011, su primer campeonato con la camiseta alba, terminó como segundo goleador del equipo con 7 tantos, detrás de Esteban Paredes que hizo 14 goles. En su siguiente torneo por el cuadro capitalino repitió lo del torneo pasado siendo subgoleador de su equipo con siete goles detrás del mismo Paredes teniendo una destacada acción, siendo una de las figuras del equipo.
El Clausura 2012 sería su gran torneo con la camiseta alba ya que se convertiría en la figura de su equipo llegando a ser el goleador del torneo en su fase regular con 11 tantos, cifra que no le alcanzó para ser el máximo artillero del campeonato ya que el delantero de Audax Italiano Sebastián Sáez lo pasaría en la instancia de playoffs. Cabe mencionar que tendría destacadas actuaciones en varios partidos como contra Santiago Wanderers donde tras la expulsión de Renny Vega, el portero titular, defendió el arco albo debido a que a Colo-Colo se le habían acabado los cambios, manteniéndolo en cero deteniendo además un penal. En otro partido donde brilló fue en el Superclásico, ya que le daría la victoria a su equipo con el único tanto del partido con un "golazo" desde fuera del área. Aquel año lo terminaría de la mejor forma volviendo a ser parte del Equipo Ideal de la revista "El Gráfico" Chile y sería elegido el mejor jugador del año por el mismo medio.
En el Torneo de Transición 2013, nuevamente terminaría como goleador de su equipo con 9 tantos, completando así 35 goles con la camiseta alba desde que llegó el 2011. Ese mismo año tras jugar los primeros partidos de la Copa Chile 2013/2014 se confirma su traspaso al Baniyas SC de los Emiratos Árabes Unidos por cinco millones de dólares. En su primera campaña en Medio Oriente se destacaría como uno de los grandes jugadores de la liga siendo el goleador de su equipo al convertir 14 goles durante la temporada lo cual lo haría fichar para la siguiente temporada en el actual campeón de aquel momento, el Al-Ahli.
Comenzaría como titular su paso por el campeón árabe, jugando nueve partidos y anotando cuatro goles, pero esto se vería opacado por el mal rendimiento de su club por lo cual quedaría fuera del plantel al ocupar su cupo de extranjero en el defensa coreano, Kwon Kyung-won, quedando sin jugar por el resto de la temporada debido a que un reglamento de la FIFA le impedía jugar por más de dos clubes en un año futbolístico. Debido a la situación mencionada anteriormente, en junio de 2015 regresa a su club formador, Santiago Wanderers, en busca de continuidad.
En su tercer paso por el club caturro poco a poco retomaría su nivel, jugando incluso la Copa Sudamericana 2015, quedando finalmente tras un año como segundo goleador del equipo tras Ronnie Fernández destacando también su primer hattrick en un partido frente a la Universidad de Chile en la victoria de su equipo por cinco goles contra cuatro. Finalizada la Temporada 2015/16 debido a los problemas económicos del Santiago Wanderers dejaría el club porteño pero tampoco sería tomado en el equipo dueño de su pase por lo que partiría a préstamo por un año a Talleres de Córdoba de la Primera División de Argentina.
En Argentina pese a tener una mala racha goleadora y problemas de contrato permanecería por un año jugando por el club cordobés para regresar a mediados de 2017 al fútbol chileno para jugar por Unión Española firmando un contrato por año y medio teniendo un pobre rendimiento para luego a comienzos del 2018 ser cortado por el técnico Martín Palermo tras una pelea con el jugador Ramiro González en entrenamientos.

## Selección nacional
Fue parte de la Selección de fútbol sub-20 de Chile pero nunca logró disputar alguna competencia oficial. En mayo de 2010, fue citado por el DT de la selección nacional sub-22 dirigida por César Vaccia para participar en el Torneo Esperanzas de Toulon junto a sus compañeros de equipo Eugenio Mena, Sebastián Ubilla, y Agustín Parra donde su equipo terminó en el cuarto lugar, siendo Muñoz el goleador del equipo junto a Marco Medel con dos goles cada uno.
En marzo de 2011 es incluido por primera vez en la primera nómina de la Selección de fútbol de Chile de Claudio Borghi para afrontar dos duelos amistosos en Europa frente a Portugal y Colombia en La Haya debutando en este segundo partido el 29 de marzo al ingresar en el segundo tiempo por Héctor Mancilla. Aquel mismo año sería convocado nuevamente para pertenecer a la pre-nómina de la Copa América 2011 donde disputadar un partido amistoso de preparación frente a Paraguay sería confirmado para asistir a la competición realizada en Argentina. En la Copa América solo alcanzaría a disputar unos minutos frente a Venezuela, en un encuentro válido por cuartos de final donde su equipo quedaría eliminada del torneo continental.
También en 2011 sería nominado a una Selección Sub-25 para jugar dos partidos amistosos contra la selección de México sub-22, partidos jugados el 2 y 7 de septiembre del 2011, en los cuales logra anotar sumando dos goles, luego sería llamado para los partidos contra Argentina y Perú válidos por las Clasificatorias de Conmebol para la Copa Mundial de Fútbol de 2014 donde no vería acción en la cancha. Por último aquel año sería convocado para jugar un amistoso contra Paraguay.
Para el 2012 sus participaciones con la selección comenzarían con la nominación para el partido de vuelta de la Copa del Pacífico 2012 donde estaría presente 63 minutos en cancha. Ese mismo año es llamado a la Selección de fútbol sub-23 de Chile para enfrentar a la selección olímpica de Uruguay donde convierte un gol pero no sería suficiente ya que su equipo perdería por seis goles contra cuatro. A comienzos del 2013 es convocado para afrontar dos partidos amistosos donde anotaría su primer gol por "La Roja" adulta frente a Senegal y luego en su siguiente partido frente a Haití convertiría el segundo.
En enero de 2014 es convocado por última vez para el primer partido amistoso de Chile aquella temporada donde convertiría su tercer gol con la selección adulta, sellando una goleada por cuatro a cero frente a Costa Rica.

### Participaciones en Copa América
| Copa              | Sede      | Resultado        | Partidos | Goles |
| ----------------- | --------- | ---------------- | -------- | ----- |
| Copa América 2011 | Argentina | Cuartos de final | 1        | 0     |

## Estadísticas
| Club | Div           | Temporada     | Liga  | Liga  | Copas nacionales(1) | Copas nacionales(1) | Torneos internacionales(2) | Torneos internacionales(2) | Total | Total | Media goleadora(3) |
| Club | Div           | Temporada     | Part. | Goles | Part.               | Goles               | Part.                      | Goles                      | Part. | Goles | Media goleadora(3) |
| --- | ------------- | ------------- | ----- | ----- | ------------------- | ------------------- | -------------------------- | -------------------------- | ----- | ----- | ------------------ |
| Santiago Wanderers · Chile | 1.ª           | 2006          | 2     | 0     | —                   | —                   | —                          | —                          | 2     | 0     | 0.00               |
| Santiago Wanderers · Chile | 1.ª           | 2007          | 14    | 2     | —                   | —                   | —                          | —                          | 14    | 2     | 0.15               |
| Santiago Wanderers · Chile | 2.ª           | 2008          | 14    | 0     | 1                   | 0                   | —                          | —                          | 15    | 0     | 0.00               |
| Unión Quilpué · Chile | 3.ª           | 2009          | 14    | 6     | 2                   | 0                   | —                          | —                          | 16    | 6     | 0.38               |
| Unión Quilpué · Chile | Total club    | Total club    | 14    | 6     | 2                   | 0                   | 0                          | 0                          | 16    | 6     | 0.38               |
| Santiago Wanderers · Chile | 1.ª           | 2010          | 33    | 17    | 3                   | 0                   | —                          | —                          | 36    | 17    | 0.47               |
| Santiago Wanderers · Chile | 1.ª           | 2011          | 16    | 8     | 1                   | 0                   | —                          | —                          | 17    | 8     | 0.5                |
| Colo-Colo · Chile | 1.ª           | 2011          | 20    | 7     | —                   | —                   | —                          | —                          | 20    | 7     | 0.35               |
| Colo-Colo · Chile | 1.ª           | 2012          | 38    | 19    | 1                   | 0                   | —                          | —                          | 39    | 19    | 0.41               |
| Colo-Colo · Chile | 1.ª           | 2013          | 16    | 9     | —                   | —                   | —                          | —                          | 16    | 9     | 0.56               |
| Colo-Colo · Chile | 1.ª           | 2013-14       | —     | —     | 4                   | 2                   | —                          | —                          | 4     | 2     | 0.5                |
| Colo-Colo · Chile | Total club    | Total club    | 74    | 35    | 5                   | 2                   | 0                          | 0                          | 79    | 37    | 0.47               |
| Baniyas SC · Emiratos Árabes Unidos | 1.ª           | 2013-14       | 21    | 14    | 4                   | 1                   | 1                          | 0                          | 26    | 15    | 0.58               |
| Baniyas SC · Emiratos Árabes Unidos | 1.ª           | 2014-15       | 4     | 1     | —                   | —                   | —                          | —                          | 4     | 1     | 0.25               |
| Baniyas SC · Emiratos Árabes Unidos | Total club    | Total club    | 25    | 15    | 4                   | 1                   | 1                          | 0                          | 30    | 16    | 0.53               |
| Al-Ahli · Emiratos Árabes Unidos | 1.ª           | 2014-15       | 9     | 4     | 6                   | 3                   | —                          | —                          | 15    | 7     | 0.47               |
| Al-Ahli · Emiratos Árabes Unidos | Total club    | Total club    | 9     | 4     | 6                   | 3                   | 0                          | 0                          | 15    | 7     | 0.47               |
| Santiago Wanderers · Chile | 1.ª           | 2015-16       | 31    | 11    | 5                   | 4                   | 2                          | 0                          | 38    | 15    | 0.39               |
| Talleres de Córdoba Argentina | 1.ª           | 2016-17       | 12    | 1     | —                   | —                   | —                          | —                          | 12    | 1     | 0.08               |
| Talleres de Córdoba Argentina | Total club    | Total club    | 12    | 1     | 0                   | 0                   | 0                          | 0                          | 12    | 1     | 0.08               |
| Unión Española · Chile | 1.ª           | 2017          | 13    | 1     | 2                   | 1                   | —                          | —                          | 15    | 2     | 0.13               |
| Unión Española · Chile | 1.ª           | 2018          | 12    | 0     | 3                   | 1                   | —                          | —                          | 15    | 1     | 0.07               |
| Unión Española · Chile | Total club    | Total club    | 25    | 1     | 5                   | 2                   | 0                          | 0                          | 30    | 3     | 0.1                |
| Cobresal · Chile | 1.ª           | 2019          | 19    | 8     | 6                   | 2                   | —                          | —                          | 25    | 10    | 0.4                |
| Cobresal · Chile | Total club    | Total club    | 19    | 8     | 6                   | 2                   | 0                          | 0                          | 25    | 10    | 0.4                |
| Deportes Antofagasta · Chile | 1.ª           | 2020          | 30    | 8     | —                   | —                   | —                          | —                          | 30    | 8     | 0.27               |
| Deportes Antofagasta · Chile | 1.ª           | 2021          | 4     | 0     | —                   | —                   | 1                          | 0                          | 5     | 0     | 0                  |
| Deportes Antofagasta · Chile | Total club    | Total club    | 34    | 8     | 0                   | 0                   | 1                          | 0                          | 35    | 8     | 0.23               |
| O'Higgins · Chile | 1.ª           | 2021          | 12    | 2     | —                   | —                   | —                          | —                          | 12    | 2     | 0.17               |
| O'Higgins · Chile | 1.ª           | 2022          | 13    | 1     | —                   | —                   | —                          | —                          | 13    | 1     | 0.08               |
| O'Higgins · Chile | Total club    | Total club    | 25    | 3     | 0                   | 0                   | 0                          | 0                          | 25    | 3     | 0.12               |
| Santiago Wanderers · Chile | 2.ª           | 2022          | 14    | 5     | 2                   | 0                   | —                          | —                          | 16    | 5     | 0.31               |
| Santiago Wanderers · Chile | 2.ª           | 2023          | 31    | 10    | 2                   | 1                   | —                          | —                          | 33    | 11    | 0.33               |
| Santiago Wanderers · Chile | 2.ª           | 2024          | 25    | 7     | 6                   | 2                   | —                          | —                          | 31    | 9     | 0.29               |
| Santiago Wanderers · Chile | Total club    | Total club    | 180   | 60    | 20                  | 7                   | 2                          | 0                          | 202   | 67    | 0.33               |
| Magallanes · Chile | 2.ª           | 2025          | 7     | 3     | 5                   | 0                   | —                          | —                          | 12    | 3     | 0.25               |
| Magallanes · Chile | Total club    | Total club    | 7     | 3     | 5                   | 0                   | 0                          | 0                          | 12    | 3     | 0.25               |
| Total carrera | Total carrera | Total carrera | 424   | 144   | 53                  | 17                  | 4                          | 0                          | 481   | 161   | 0.33               |
| (1) Incluye datos de Copa Chile, Etisalat Emirates Cup y Copa Presidente de Emiratos Árabes Unidos. (2) Incluye datos de Liga de Campeones de Asia y Copa Sudamericana. (3) No incluye goles en partidos amistosos. |               |               |       |       |                     |                     |                            |                            |       |       |                    |

### Resumen estadístico
| Competición                               | Partidos | Goles | Promedio |
| ----------------------------------------- | -------- | ----- | -------- |
| Primera División de Chile                 | 273      | 93    | 0.34     |
| Liga Árabe del Golfo                      | 34       | 19    | 0.56     |
| Primera División de Argentina             | 12       | 1     | 0.08     |
| Primera B de Chile                        | 91       | 25    | 0.27     |
| Tercera División de Chile                 | 14       | 6     | 0.43     |
| Copa Chile                                | 43       | 13    | 0.3      |
| Etisalat Emirates Cup                     | 1        | 0     | 0.00     |
| Copa Presidente de Emiratos Árabes Unidos | 9        | 4     | 0.44     |
| Liga de Campeones de Asia                 | 1        | 0     | 0.00     |
| Copa Sudamericana                         | 3        | 0     | 0.00     |
| Selección de Chile                        | 11       | 3     | 0.27     |
| Total                                     | 492      | 164   | 0.33     |

## Palmarés

### Distinciones individuales
| Distinción                                            | Año  |
| ----------------------------------------------------- | ---- |
| Parte del Equipo Ideal de la ANFP                     | 2010 |
| Parte del Equipo Ideal de El Gráfico Chile            | 2010 |
| Mejor Jugador Joven por El Gráfico Chile              | 2010 |
| Premio Elías Figueroa                                 | 2010 |
| Parte del Equipo Ideal de El Gráfico Chile            | 2012 |
| Mejor Jugador del Año por la revista El Gráfico Chile | 2012 |
| Parte del Equipo Ideal de la ANFP                     | 2012 |